# 4 f.Kr.
4 f.Kr. var ett normalår som började en måndag i den proleptiska julianska kalendern, men i verkligheten ett normalår som började antingen en tisdag eller onsdag i den julianska kalendern (se skottårsfelet i den julianska kalendern för mer information).

## Händelser

### Efter plats

#### Romerska riket
- Herodes Archelaios blir etnark av Judeen och Herodes Antipas blir kung av Galileen.

## Födda
- Jesus, judisk profet (född senast detta år)

## Avlidna
- Herodes den store, furste av Judeen (troligen död detta år)